# Heinrich Zander

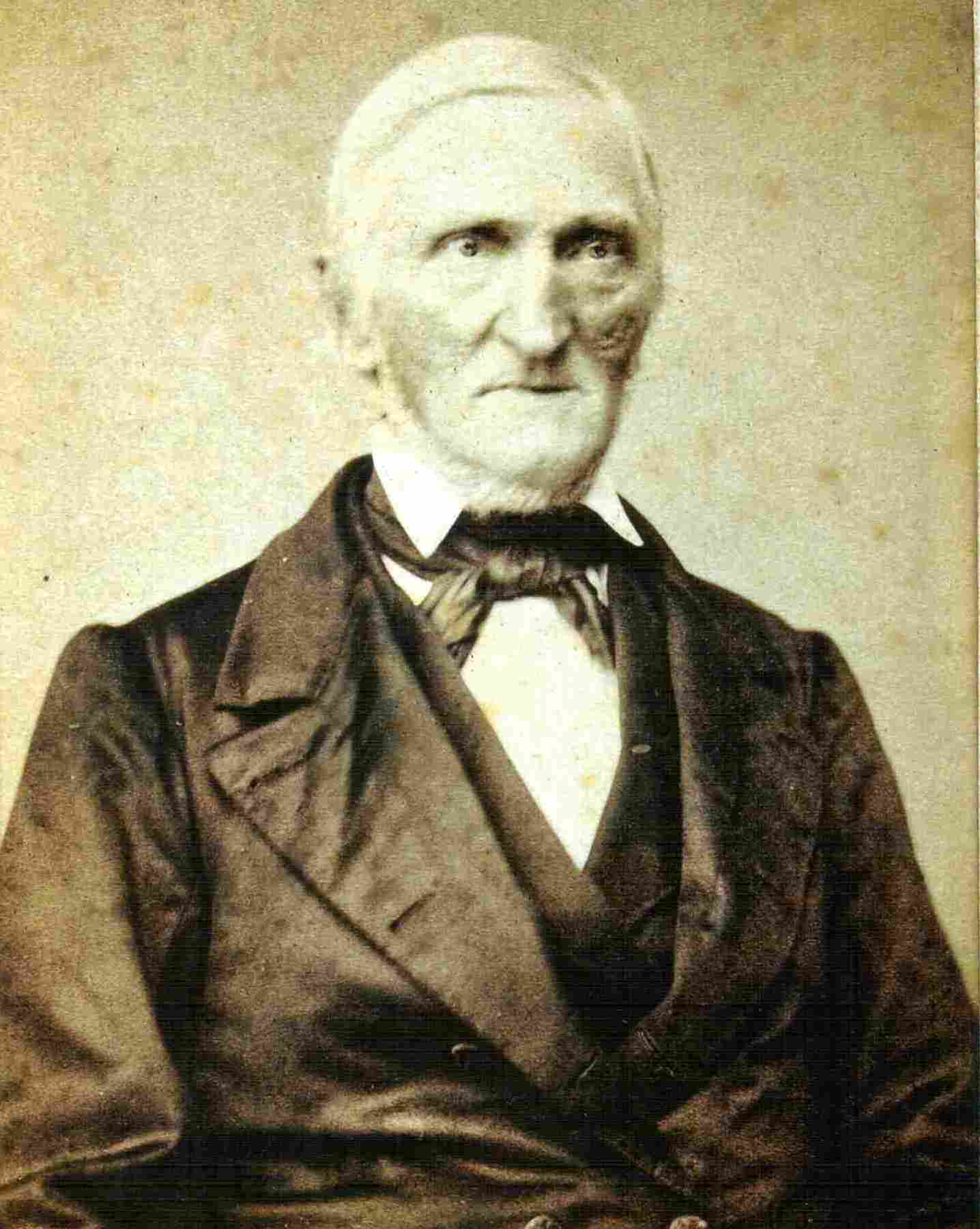
Pastor Heinrich Zander (1864)

Heinrich David Friedrich Zander (* 2. Dezember 1800 in Lohmen (Mecklenburg); † 22. Mai 1876 in Grabow (Elde)) war ein deutscher Pastor und Ornithologe.

## Leben
Heinrich Zander wurde als Sohn des evangelischen Theologen und Kirchenrates (Dethlev Hartwig Diederich) Heinrich Zander (* 1763 in Güstrow; † 1845 in Badendiek) und dessen zweiter Frau, der Gutspächtertochter Auguste (Gustina Friederike Georgine Elisabeth) geb. Müller (* 1772 in Alt Rehse; † 1829 in Lohmen) geboren. Vater Heinrich Zander war ab 1788 Pastor in Alt Rehse und von 1796 bis 1838 Pastor der Dorfkirche Lohmen. Aus der ersten Ehe kamen fünf Kinder, darunter Ludwig Zander (* 1791 Alt Rehse; † 1872 Ratzeburg). Aus der zweiten Ehe stammen vier Kinder, neben Heinrich noch (Johann Christoph) Carl Zander (* 1802 in Lohmen; † 1881 in Rostock) und Conrad Friedrich Zander (* 1805 in Lohmen; † 1871 in Güstrow).
Heinrich wuchs in Lohmen auf und wurde zusammen mit seinen Brüdern vom Vater unterrichtet. Ab 1814 besuchte er die Domschule Güstrow, die er Ostern 1820 mit dem Reifezeugnis verließ. Den erfolgreichen Gymnasialabschluss bestätigt eine Beurteilung des Rektors der Güstrower Anstalt, Johann Friedrich Besser. Darin heißt es: Heinrich David Friedrich Zander a. Lohmen in Meckl. Schwerin seit 2 Jahren in Prima hat sich durch Sittlichkeit & Fleiß unsere Zufriedenheit erworben. Da er die Universität zu besuchen gedenkt um Theologie zu studieren, so entlaßen wir ihn in Folge der ordentlichen Prüfung mit dem Zeugnis der Reife & unsere besten Wünsche & Hoffnungen begleiten ihn.
Auf Wunsch seines Vaters begann er mit seinem jüngeren Bruder Carl Zander (1802–1881) an der Universität Rostock Evangelische Theologie zu studieren. In Rostock widmete sich Zander nicht nur mit dem Studium der Theologie, sondern erhielt vermutlich beim Theologen (Heinrich) Gustav Floerke (1764–1835) als Professor für Naturgeschichte erste Anregungen zur Beschäftigung mit der Botanik.
Ostern 1822 wechselte er mit seinem Bruder an die Friedrich-Wilhelms-Universität zu Berlin, wo er im August 1823 sein Studium beendete. Zander kehrte nach Mecklenburg zurück und trat zunächst eine Hauslehrerstelle beim Amtsmann Grantze in Grabow an.
Am 30. November 1825 fand die theologische Prüfung beim Hofprediger Konsistorialrat Moritz Passow (1753–1830) in Ludwigslust statt. Im Bericht des Superintendenten Kleiminger zu Sternberg an den Großherzog ist über den Kandidaten der Theologie, Heinrich  Zander, u. a. zu lesen: ... eine vorzügliche Einsicht, Fähigkeit und Tüchtigkeit an den Tag gelegt hat ... er erwies in der mündlichen Prüfung eine vorzügliche Kenntnis nicht nur der Grundsprache der Bibel, sondern auch der theologischen Wissenschaften und in der Darlegung und Verteidigung des Wahrheit des Christentums. Allerdings wurde auch angemerkt: Er ist nicht musikalisch und vermag weder die Orgel zu spielen noch den Kirchengesang zu leiten.
Noch im selben Jahr gründete er in Grabow eine kleine Privatschule. Durch die Freundschaft mit dem Zahnarzt Friedrich Ludwig Christian Madauss lernte Zander auch dessen Schwester, seine spätere Frau, kennen. Am 8. Januar 1830 heiratete er Henriette Marie Madauss (* 5. September 1806 in Parchim; † 4. April 1899 in Grabow), Tochter des Gold- und Silberschmieds Johann Christian Georg Madauss.
Ab 1830 war Zander in Lübz Hilfsprediger und Rektor der Stadtschule. Die Jahre in Lübz waren für Zander in beruflicher Hinsicht sehr schwierig. In der Woche musste er unterrichten und jeden Sonntag, an Festtagen sogar zweimal, predigen.
Ab 12. Februar 1843 begann Zander, nun schon 42 Jahre alt, die kommenden 32 Jahre als Pastor in der Dorfkirche Barkow bei Plau zu wirken. Nach seiner Emeritierung zu Michaelis (29. September) 1875 zog er mit seiner Frau wieder nach Grabow zurück, wo er mit 75 Jahren starb.

## Naturkundliches Wirken

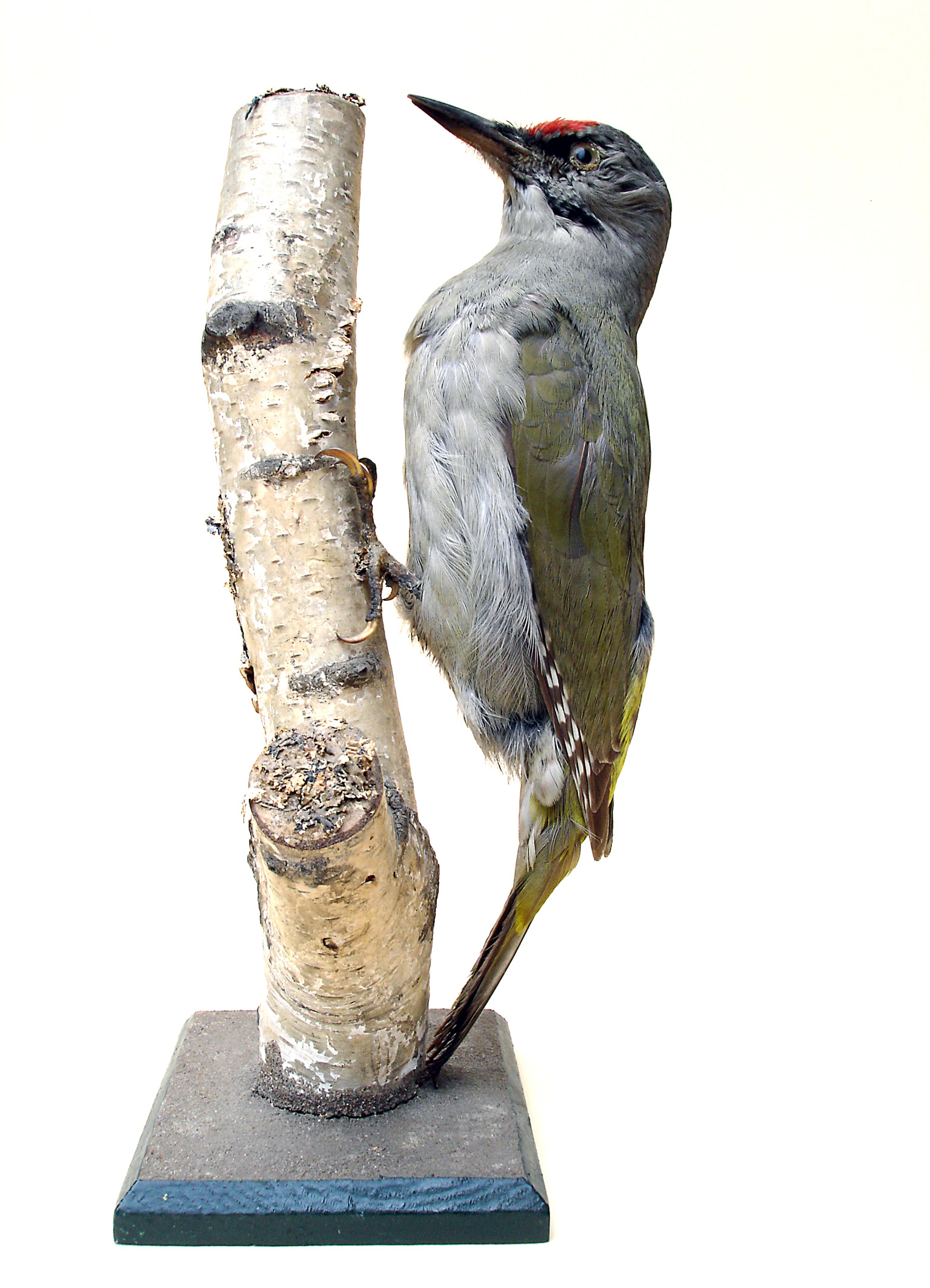
Zanders Grauspecht im Müritzeum

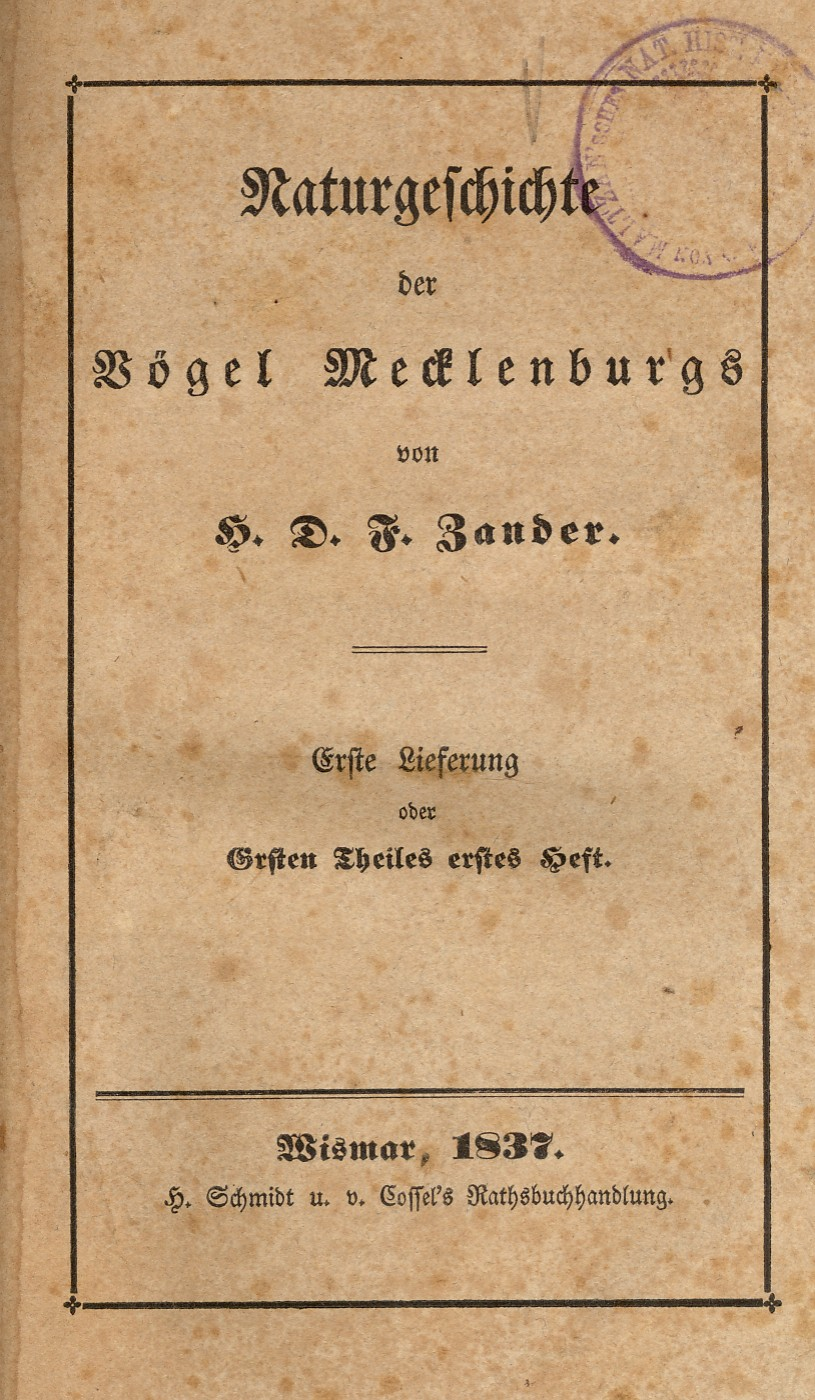
Mecklenburgisches Vogelbuch

Die Liebe zur Ornithologie wurde Heinrich Zander in die Wiege gelegt. Schon der Vater, Pfarrer in Lohmen, hatte Freude an der Vogelbeobachtung und besaß eine Vogelsammlung. Als Kind und Jugendlicher interessierte er sich für die Natur und insbesondere für die Vogelwelt. Während des Studiums in Rostock kam das Interesse an der Botanik hinzu. Während seiner Zeit als Haus- und Privatlehrer in Grabow setzte er die naturkundlichen Studien fort und freundete sich mit dem Zahnarzt Friedrich Ludwig Christian Madauss, dem Sohn des Hofgoldarbeiters Johann Christian Georg Madauss, an. Mit diesem teilte er die Leidenschaft für Ornithologie und Botanik. In Grabow beschäftigte er sich auch mit dem Sammeln und Präparieren von Vögeln und begann, sich systematisch mit der Erforschung der Vogelwelt zu beschäftigen. Vor dem Umzug von Grabow nach Lübz verkaufte er einen Teil seiner Vogelsammlung. Dort begann er, seine Sammlung mit etwa 2000 Präparaten wieder zu vervollständigen und zu erweitern. Das Präparieren der Vögel hatte er bereits unter Anleitung seines Vaters gelernt.
Zander war Mitbegründer des Vereins der Freunde der Naturgeschichte in Mecklenburg (1847), der Deutschen Ornithologen-Gesellschaft sowie Mitglied in der von Hartwig von Preen 1860 ins Leben gerufenen ornithologischen Sektion des Vereins. Er stand in brieflichem Kontakt zu führenden Ornithologen wie Eugen Ferdinand von Homeyer, August Carl Eduard Baldamus und Christian Ludwig Brehm. Er war Korrespondierendes Mitglied der Naturforschenden Gesellschaft zu Rostock. 1837 hatte Zander mit der Herausgabe einer Naturgeschichte der Vögel Mecklenburgs begonnen. Bis 1853 erschienen acht Lieferungen dieser verdienstvollen Arbeit. Aus unbekannten Gründen wurde das Werk nicht vollendet.
Einer der ersten frühgeschichtlichen Funde aus Barkow stammt von Heinrich Zander. Das Bruchstück einer bronzezeitlichen Handberge überließ er 1854 dem Verein für mecklenburgische Geschichte und Altertumskunde.
Die wissenschaftlichen Leistungen Heinrich Zanders wurden 1858 mit der Verleihung des Ehrendoktors der Philosophischen Fakultät der Universität Rostock gewürdigt. Die Promotionsurkunde wurde am 30. Januar 1858 durch den Großherzog Friedrich Franz II. von Mecklenburg-Schwerin ausgestellt.
Für seine ornithologischen Studien hatte Zander eine Sammlung von Vogelbälgen angelegt, die 1861 rund 2000 Exemplare umfasste. Vierzig Jahre später waren von dieser bedeutenden Sammlung nur noch 32 Exemplare vorhanden. Diese übergab Enoch Zander 1906 dem 1866 von Hermann von Maltzan in Waren gegründeten von Maltzanschen Naturhistorischen Museum für Mecklenburg, dem heutigen Müritzeum. 22 Vogelpräparate und zwei Vogeleier sind bis heute erhalten geblieben.
In Anlehnung an den „Thüringer Vogelpastor“ Christian Ludwig Brehm bezeichnete Renate Seemann Zander als „mecklenburgischen Vogelpastor“. Begründer der Ornithologie in Mecklenburg ist Adolph Christian Siemssen (1768–1833). Auch der Caminer Pastor Gustav Clodius (1866–1944) trat als Vogelkundler hervor.

## Ehrungen
- Ehrendoktor der Universität Rostock (1858)
- Heinrich Zander-Straße (früher Barkower Dorfstraße) in Barkhagen (Beschluss Januar 2015, gültig ab 1. April 2015)

## Schriften
- Naturgeschichte der Vögel Mecklenburgs, 8 Lieferungen. Wismar 1837–1853. 640 S.
- Einiges über die Abänderungen der Motacilla alba, L. und des Budytes flavus, Cuv. In: Naumannia. Band 1, Nr. 4, 1851, S. 53–60 (online [abgerufen am 20. April 2012]).
- Systematische Übersicht der Vögel Mecklenburgs. In: Archiv der Freunde der Naturgeschichte in Mecklenburg. Band 15, 1862, S. 44–150.

### Gedruckte Quellen
- Mecklenburgische Jahrbücher (MJB)

### Ungedruckte Quellen
Landeshauptarchiv Schwerin (LHAS)
- LHAS 2.21-1 Regierung 1748–1848.
- LHAS 5.12-7/1 Mecklenburg-Schwerinsches Ministerium für Unterricht, Kunst, geistliche und Medizinalangelegenheiten. Nr. 3541 Lübz Stadtschule Fasc. II.

Landeskirchliches Archiv Schwerin (LKAS)
- LKAS, OKR Schwerin, Personalia und Examina Z 25 H. D. F. Zander
- LKAS, OKR Schwerin, Akten Prediger Lübz, Barkow

Archiv Müritz-Museum Waren
- Naturhistorische Landessammlung 1905/06.